# Устой и неустой (музыка)
Усто́й и неусто́й в русской теории музыки — пара метафорических терминов, описывающих психофизилогическую оценку звуков и созвучий в ладу. Оба термина используются преимущественно для характеристики феноменов мажорно-минорной тональности. Реже их относят также к ладовым системам модального типа. По отношению к посттональной «авангардной» музыке XX—XXI веков употребление пары терминов «устой и неустой» дискуссионно, поскольку в этой музыке дискуссионно само наличие лада.

## Краткая характеристика
Термины «устой» и «неустой» метафорические, то есть относятся не к звуковысотной структуре (гармонии) как таковой, а к её субъективному восприятию. Оба термина — в виде бинарной оппозиции, а также по отдельности — широко применяются в русской теории музыки XX века, в работах Б. Л. Яворского, Б. В. Асафьева, Ю. Н. Тюлина, И. В. Способина, Т. С. Бершадской, Ю. Н. Холопова и других, при этом соотношение ладовых устоя и неустоя описывается также риторически — используются слова «тяготение» (наподобие физического всемирного тяготения), «разрешение» (по аналогии с разрешением, например, социального конфликта), «стремление», «потенциальное движение», «энергия», «покой», «неустойчивое равновесие» и т. п. Русская «метафорическая» концепция тонального лада (тональности) многим обязана французской музыкальной теории XVIII—XIX веков, особенно Ж.-Ф. Рамо и Ф.-Ж. Фетису.
Как устой и неустой может восприниматься оппозиция в ладу консонанса и диссонанса, аккордовых и неаккордовых звуков, но также как устой и неустой зачастую трактуются сочетания акустически близких или даже акустически идентичных созвучий. Например, говорят о том, что доминанта и субдоминанта «разрешаются» в тонику, хотя «тяготеющее» созвучие может и не быть акустическим диссонансом (например, доминантовое большое трезвучие в натуральном мажоре и гармоническом миноре).
Важнейшие факторы, определяющие субъективное восприятие звука/созвучия как «устоя» — метрический акцент (см. Метр) и ключевое местоположение в форме (например, тоника полной каденции). При оценке устойчивости созвучия принимается во внимание также его акустическая слаженность, слитность (отсутствие биений). В неметрической монодии (григорианский хорал, знаменный распев), мензуральной музыке XII—XV веков, у позднего А. Н. Скрябина, С. С. Прокофьева, в некоторых сочинениях И. Ф. Стравинского и других композиторов — также мелодико-ритмическое (в том числе, в составе остинатных мелодических и ритмических формул), динамическое (громкостное), тембровое и фактурное выделение звука/созвучия, при наличии (стиховорного, прозаического, молитвословного) текста — его корреляция с лексическим ударением. Звуки/созвучия, не отвечающие указанным параметрическим критериям, описываются как неустои. Нередко российские музыковеды устанавливают иерархию как устоев (в таких случаях говорят, например, о «первичном», или «главном», и «вторичном» устоях), так и неустоев.
Примеры ладовых устоев — тоника, финалис, центральное созвучие, ладовых неустоев — доминанта, субдоминанта, вводный тон, интервал тритон. По отношению ко многим артефактам композиторской музыки XX—XXI веков (например, к 12-тоновой музыке Новой венской школы) применение оппозиции «устой и неустой» дискуссионно, поскольку в этих артефактах дискуссионно само наличие лада.

## Устой и неустой в западной науке
Для (популярной в России) бинарной оппозиции «устой и неустой» в западноевропейской науке нет аналогов, хотя порознь оба термина в трудах западных теоретиков музыки встречаются.
В труде «Зеркало органостроителей и органистов» (1511) Арнольт Шлик использует термин sedes (лат., в одном из значений — «устой») для обозначения ультимы типовой автентической каденции, в специфическом контексте настройки «проблемной» высоты Gis/As на органе; при этом никакие категории лада (тональности) автор труда не упоминает:

…затем настрой As (fa in alamire post soll) или Gis так… чтобы способствовать каденции (clausell) с участием E и B на A [то есть e-gis-h — a],… если хочешь прийти к совершенству (perfectionem) и выдержать «устой», как его все называют (und ein sedem halten will, wie das ein iglicher nendt), [ему] должна предшествовать совершенная, или большая, секста [H-gis].— Цит. по: Lindley 1974, p. 133
Франсуа-Жозеф Фетис считал мажорно-минорную тональность «чисто метафизическим принципом» (фр. principe purement métaphysique) и резко противопоставлял свою трактовку прежним — математическим и физическим — трактовкам гармонии (Пифагора называл «самым бесчестным из когда-либо живших шарлатанов»). Для описания такой тональности он применял метафорические термины, чаще других «устой», «стремление», «тяготение» и «разрешение» (соответственно, фр. repos, tendance, attraction, résolution), хотя аналога русскому «неустой» у Фетиса нет.
В обширном исследовании (1987) медиевистов Л. Агустони и Б. Гёшля, посвящённом практике григорианского пения, финалис и тенор (реперкусса) интерпретируются как два «полюса притяжения» (Anziehungspole, Spannungspole); в русских исследованиях григорианики по отношению к финалису чаще говорят о «первичном устое», в то время как тенор (реперкуссу) называют «вторичным устоем».

## Другие значения терминов
Термины «устой» и «неустой» используются также в контекстах, не связанных с ладом. Например, линейными неустоями называют вспомогательные, проходящие и прочие «неаккордовые» звуки в тех звуковысотных системах, по отношению к которым применение термина «аккорд» проблематично или вовсе невозможно (в культовой и традиционной, в том числе восточной, монодии, в старомодальном многоголосии).